# Secemin (gmina)
Secemin – gmina wiejska w Polsce położona w województwie świętokrzyskim, w powiecie włoszczowskim.
W latach 1975–1998 gmina administracyjnie należała do województwa częstochowskiego.
Siedzibą gminy jest Secemin.
31 grudnia 2010 gminę zamieszkiwało 5096 osób.
Za Królestwa Polskiego gmina należała do powiatu włoszczowskiego w guberni kieleckiej. 1 stycznia?/13 stycznia 1870 do gminy przyłączono pozbawiony praw miejskich Secemin.

## Struktura powierzchni
Według danych z roku 2010 gmina Secemin ma obszar 163 km², w tym:
- użytki rolne: 50%
- użytki leśne: 40%

Gmina stanowi 18,11% powierzchni powiatu.

## Demografia

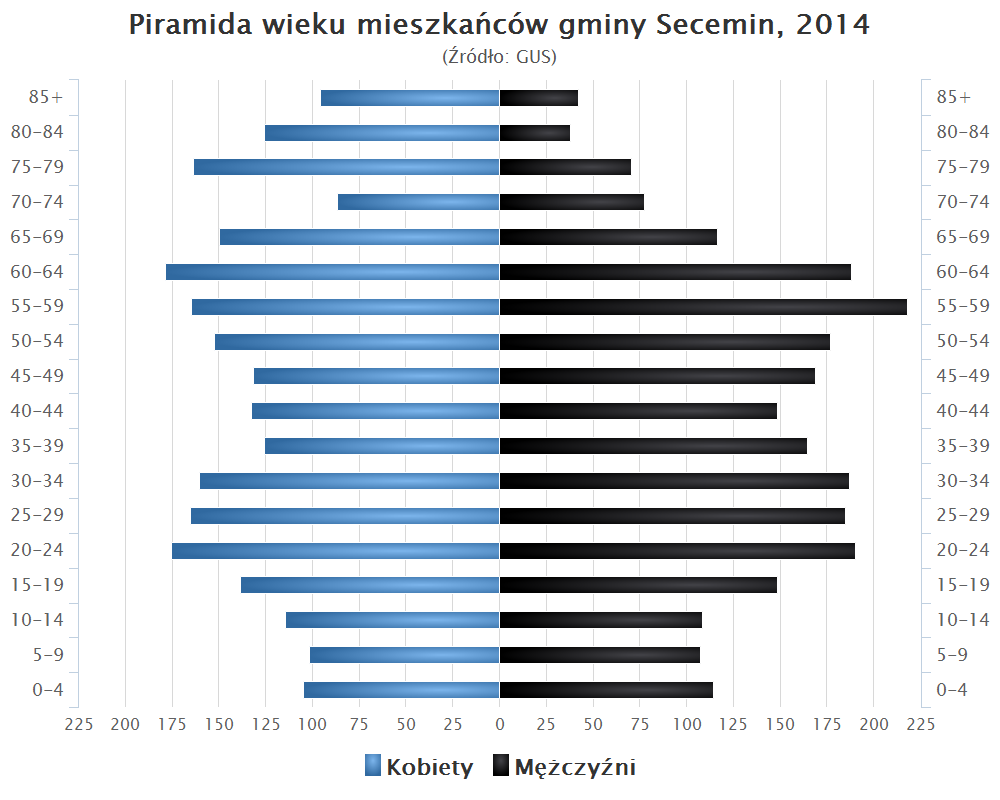
Piramida wieku mieszkańców gminy Secemin w 2014 roku

Dane z 31 grudnia 2011/>:
| Opis                              | Ogółem | Ogółem | Kobiety | Kobiety | Mężczyźni | Mężczyźni |
| --------------------------------- | ------ | ------ | ------- | ------- | --------- | --------- |
| jednostka                         | osób   | %      | osób    | %       | osób      | %         |
| populacja                         | 4881   | 100    | 2499    | 51,1    | 2482      | 48,9      |
| gęstość zaludnienia (mieszk./km²) | 31,3   | 31,3   | 16,0    | 16,0    | 15,3      | 15,3      |

## Gospodarka
W 2010 roku dochód gminy wyniósł 21 514 031 zł, co w przeliczeniu na jednego mieszkańca stanowi 4222 zł.

## Sołectwa
Bichniów, Brzozowa, Celiny, Czaryż, Dąbie, Kluczyce, Krzepice, Krzepin, Kuczków, Marchocice, Międzylesie, Psary, Psary-Kolonia, Secemin, Wałkonowy Dolne, Wałkonowy Górne, Wola Czaryska, Wola Kuczkowska, Zwlecza, Żelisławice, Żelisławiczki
Pozostałe miejscowości podstawowe bez statusu sołectwa : Borowe, Marianów, Miny, Pod Bujakiem, Ropocice, Smugi, Wolica, Zakrzów.

## Sąsiednie gminy
Koniecpol, Radków, Szczekociny, Włoszczowa